# Municipio de Columbia (condado de Randolph)
Columbia Township es una subdivisión territorial del condado de Randolph, Carolina del Norte, Estados Unidos. Según el censo de 2020, tiene una población de 7235 habitantes.
Es una subdivisión exclusivamente geográfica, por cuanto el estado de Carolina del Norte no utiliza la herramienta de los townships como Gobiernos municipales.

## Geografía
Está ubicada en las coordenadas 35°45′36″N 79°36′31″O / 35.76000, -79.60861 (35.75996, -79.608649).